# Ла-Мансанилья-де-ла-Пас (муниципалитет)
Ла-Мансанилья-де-ла-Пас (исп. La Manzanilla de la Paz) — муниципалитет в Мексике, в штате Халиско, с административным центром в одноимённом посёлке. Численность населения, по данным переписи 2020 года, составила 4099 человек.

## Общие сведения
Название муниципалитета составное: la Manzanilla — одно из названий мексиканского боярышника, а la Paz — с испанского мир, относится к мирному укладу местных жителей.
Площадь муниципалитета равна 134 км², что составляет 0,2 % от общей площади штата, а наиболее высоко расположенное поселение Ла-Атархеа находится на высоте 2100 метров.
Ла-Мансанилья-де-ла-Пас граничит с другими муниципалитетами штата Халиско: на северо-западе с Тускуэкой, на севере с Тисапан-эль-Альто, на юге с Масамитлой, на западе с Консепсьон-де-Буэнос-Айресом, а на востоке граничит с другим штатом Мексики — Мичоаканом.

## Учреждение и состав
Муниципалитет был образован 22 октября 1909 года, по данным 2020 года в его состав входит 11 населённых пунктов, самые крупные из которых:
| Код INEGI                  | Населённый пункт | Численность населения (2005 год) | Численность населения (2010 год) | Численность населения (2020 год) |
| -------------------------- | --- | -------------------------------- | -------------------------------- | -------------------------------- |
| 057                        | Всего | 3623                             | 3755                             | 4099                             |
| 0001                       | Ла-Мансанилья-де-ла-Пас (исп. La Manzanilla de la Paz) 20°00′18″ с. ш. 103°09′20″ з. д. (административный центр)    | 2411                             | 2549                             | 2728                             |
| 0016                       | Вилья-Морелос (исп. Villa Morelos) 20°03′21″ с. ш. 103°08′49″ з. д.                                                 | 589                              | 576                              | 651                              |
| 0003                       | Лас-Куэвас (исп. Las Cuevas) 19°58′21″ с. ш. 103°05′36″ з. д.                                                       | 191                              | 259                              | 269                              |
| 0014                       | Ла-Туна (исп. La Tuna) 20°00′36″ с. ш. 103°05′16″ з. д.                                                             | 115                              | 116                              | 153                              |
| 0024                       | Ласаро-Карденас (Эль-Регадильо) (исп. Prolongación Lázaro Cárdenas (El Regadillo)) 20°00′20″ с. ш. 103°08′31″ з. д. | 84                               | 92                               | 147                              |
| —                          | Прочие | 233                              | 163                              | 151                              |
| Названия на карте Генштаба | |                                  |                                  |                                  |

## Природные ресурсы
Муниципалитет располагает следующими ресурсами:
- 2500 гектар леса, преимущественно состоящие из таких видов деревьев как сосна и дуб;

- минеральные — месторождения извести, песка и камня.

## Экономическая деятельность
По статистическим данным 2000 года, работоспособное население занято по секторам экономики в следующих пропорциях:
- сельское хозяйство, животноводство и рыбная ловля — 43,5 %;
- промышленность и строительство — 17,4 %;
- торговля, сферы услуг и туризма — 37,3 %;
- безработные — 1,8 %.

## Инфраструктура
По статистическим данным 2020 года, инфраструктура развита следующим образом:
- электрификация: 98,9 %;
- водоснабжение: 94,9 %;
- водоотведение: 98,8 %.